# Madessina distracta
Madessina distracta är en insektsart som beskrevs av Young 1986. Madessina distracta ingår i släktet Madessina och familjen dvärgstritar. Inga underarter finns listade i Catalogue of Life.